# Слезово
Слезово — деревня в Струго-Красненском районе Псковской области России. Входит в состав сельского поселения «Новосельская волость».

## География
Находится на северо-востоке региона, в южной части района, в лесной местности около урочища Перстятка, на реке Устье.  
Уличная сеть не развита.

## История
Согласно Закону Псковской области от 28 февраля 2005 года  деревня Слезово вошла в состав образованного муниципального образования Хрединская волость с 1 января 2006 года.
До апреля 2015 года деревня Слезово входила в  Хрединскую волость.
В соответствии с Законом Псковской области от 30 марта 2015 года № 1508-ОЗ   деревня Слезово, вместе с другими селениями упраздненной Хрединской волости, вошла в состав образованного муниципального образования Новосельская волость.

## Население
| 2002 | 2010 | 2011 |
| ---- | ---- | ---- |
| 1    | ↘0   | ↗2   |

## Инфраструктура
Личное подсобное хозяйство. Вывоз леса, деревообработка.
Почтовое отделение, обслуживающее д. Слезово, — 181121; расположено в д. Хредино.

## Транспорт
Просёлочная дорога, ведет к д. Хредино (через Всини) .